# Califanthura rima
Califanthura rima là một loài chân đều trong họ Paranthuridae. Loài này được Poore miêu tả khoa học năm 1981.